# Nova Crnja
Nova Crnja (cyr. Нова Црња) – wieś w Serbii, w Wojwodinie, w okręgu środkowobanackim, siedziba gminy Nova Crnja. Leży w regionie Banat. W 2011 roku liczyła 1509 mieszkańców.